# Dans le silence de l'Ouest
Pour plus de détails, voir Fiche technique et Distribution.
Dans le silence de l'Ouest (The Keeping Room) (littéralement « La pièce entretenue ») est un western américain réalisé par Daniel Barber, sorti en 2014.

## Synopsis
Livrées à elles-mêmes durant la guerre de Sécession en 1865, alors que les hommes sont appelés au front, une jeune femme, Augusta, sa sœur cadette Louisa et leur esclave afro-américaine, Mad vivent dans la ferme familiale. Leur tranquillité est rompue lorsque Louisa est mordue par un raton laveur. Pour trouver de quoi la soigner, Augusta se rend en ville où elle rencontre deux soldats de l'Union, Henry et le sergent Moses. Malheureusement, la nuit tombée, les trois femmes sont attaquées par ces derniers : Louisa est violée par Henry qui est ensuite abattu par Mad. Quant à son complice, il parvient à s'enfuir. Dès lors, le trio doit faire face à une menace imminente : Moses peut revenir avec une bande sans foi ni loi qui pille et assassine tous ceux qu’ils rencontrent dans la vallée. En grand danger, toutes les trois doivent rapidement choisir : prendre les armes pour repousser les assaillants ou bien quitter leur terre...

## Fiche technique
Sauf indication contraire, les informations mentionnées dans cette section peuvent être confirmées par la base de données cinématographiques IMDb,  présente dans la section « Liens externes ».
- Titre original : The Keeping Room
- Titre français : Dans le silence de l'Ouest
- Réalisation : Daniel Barber
- Scénario : Julia Hart
- Musique : Martin Phipps
- Direction artistique : Adrian Curelea
- Décors : Caroline Hanania
- Costumes : Luminita Lungu
- Photographie : Martin Ruhe
- Montage : Alex Rodríguez
- Production : Jordan Horowitz, David McFadzean, Dete Meserve, Patrick Newall, Judd Payne, Matt Williams et Paul Anthony Speziale (non crédité)

Production déléguée : Gary Gilbert et Michael Sugar
Coproduction : Trevor Adley et Nicole Romano
- Sociétés de production : Gilbert Films ; Anonymous Content, Wind Dancer Productions et Summit Entertainment
- Sociétés de distribution : Drafthouse Films et Lionsgate Films (États-Unis)
- Pays d'origine :  États-Unis
- Langue originale : anglais
- Format : couleur
- Genres : Drame, western
- Durée : 99 minutes
- Dates de sortie :
  - États-Unis : 8 septembre 2014 (Festival international du film de Toronto) ; 25 septembre 2015 (sortie nationale)
  - France : 8 mars 2021 (DVD)

## Distribution
- Brit Marling : Augusta
- Hailee Steinfeld (VF : Amandine Vincent) : Louise
- Muna Otaru : Mad
- Sam Worthington : Moses
- Amy Nuttall : Moll
- Ned Dennehy : Caleb
- Nicholas Pinnock : Bill
- Kyle Soller : Henry
- Anna-Maria Nabirye : Alma
- Delia Riciu : Mary
- Luminita Filimon : Prudence

## Production

### Développement
En octobre 2012, le film est annoncé. Le scénario est écrit par Julia Hart, inspiré par ses amis qui lui ont parlé des deux squelettes datant de la guerre de Sécession dans leur jardin, tout en se demandant comment ils y sont parvenus.
En octobre 2012, Olivia Wilde et Hailee Steinfeld sont engagées dans ce projet.
En avril 2013, Brit Marling remplace Olivia Wilde ayant quitté son rôle, et Sam Worthington est engagé.

### Tournage
Le tournage est prévu au Caroline du Nord, en mars 2013. Il a finalement lieu à Bucarest en Roumanie, en juin de la même année. Il s'achève le 18 juillet 2013,.

## Accueil

### Festival et sorties
Le film est sélectionné et présenté en septembre 2014 au festival international du film de Toronto, au Canada.
Il sort aux États-Unis dans une date limitée, le 25 septembre 2015.
En France, il est diffusé le 8 mars 2021 sur le bouquet OCS.

### Critiques
The Keeping Room reçoit de bonnes critiques. En juin 2020, le film est approuvé par 75% sur Rotten Tomatoes, comprenant 83 critiques avec une note moyenne de 6.45/10. Sur Metacritic, il contient une note moyenne de 58 sur 100, avec 21 critiques.